# イ・スンヨン (アナウンサー)
イ・スンヨン（ハングル表記：이승연、1977年11月3日 - ）は、大韓民国の韓国放送公社 (KBS) 所属のアナウンサー。
西江大学校国語国文学科を卒業した。2003年にKBSの第29期公開採用のアナウンサーとして入局した。

## 出演

### テレビ
- 2003年 - 2004年：KBS2 バラエティショー! 幸運列車（朝鮮語版）
- 2005年：KBS1 KBSスポーツ9（朝鮮語版） 週末
- 2005年：KBS1 科学探求プログラム シンナラ科学国（朝鮮語版）
- 2006年 - 2008年：KBS1 KBSニュース広場 首都圏ニュース
- 2007年：KBS1 イ・ヨンドンPDの消費者告発（朝鮮語版）
- 2007年 - 2009年：KBS2 挑戦! 主婦歌謡スター（朝鮮語版）
- 2008年 - 2009年：KBS1 美しい庭園（朝鮮語版）
- 2011年：KBS2 ママと2泊3日
- 2011年：KBS2 インサイドスポーツ
- 2012年 - 2013年：KBS2 KBSニュースタイム 平日
- 2013年 - 2014年：KBS1 KBSニュース5（朝鮮語版）
- 2015年 - 2016年：KBS2 時をかけるTV（朝鮮語版）
- 2015年 - 2018年：KBS2 余裕満々（朝鮮語版）
- 2016年 - ：KBS1 愛の家族（朝鮮語版） ナレーション
- 2016年 - ：KBS2 KBS ニュースタイム（朝鮮語版） マッスルタイム（金曜日）
- 2016年 - ：KBS1 朝の広場（朝鮮語版） 火曜招待席
- 2018年 - ：KBS1 しっかりとした消費者レポート（朝鮮語版）

### ラジオ
- 2005年 - 2006年：KBS第2ラジオ ラジオチャンピオン（朝鮮語版）
- 2012年：KBS第3ラジオ イ・スンヨンの音楽手紙（朝鮮語版）